# Parkia korom
Parkia korom är en ärtväxtart som beskrevs av Ryozo Kanehira. Parkia korom ingår i släktet Parkia och familjen ärtväxter. Inga underarter finns listade i Catalogue of Life.